# Reforma sboru volitelů
Volba prezidenta Spojených států amerických prostřednictvím sboru volitelů (Electoral College) se za poslední dvě století setkala s velmi ostrou kritikou, zpochybňující smysl její existence, funkčnost a zejména demokratičnost. Sama americká Ústava, jež v souvislosti s nepřímou volbou prezidenta prošla několika úpravami ve formě přijatých dodatků, se namísto sboru zmiňuje pouze o volitelích – osobách podílejících se na zvolení prezidenta – nikoli o kolektivním tělese v podobě sboru. Přestože se termín běžně užívá, je třeba upozornit, že je do jisté míry zavádějící. Sbor volitelů totiž není jednotné těleso, ale spíše agregát jednapadesáti různých těles, z nichž každé se schází a volí odděleně.
Způsob výběru hlavy státu se stává stále častějším námětem akademické i politické diskuze a jednou ze základních příčin nespokojenosti americké veřejnosti s politickým systémem. Sbor volitelů byl vystaven několika stům pokusům o reformu, případně o odstranění. Podobné aktivity se nicméně stěží transformují do konkrétních návrhů, o nichž by se jednalo, nebo dokonce hlasovalo na půdě Kongresu. Třebaže minimu z nich se to podaří, nakonec je zastaví požadavek pro přijetí ústavního dodatku ve výši dvoutřetinové podpory členů obou komor Kongresu a souhlasu tří čtvrtin států. To může být jedním z důvodů, proč sbor volitelů přetrval bez kritických změn až do současnosti. V úpravě volebního systému lze vysledovat tři obecné trendy a dvě méně propracované reformní alternativy.

## Automatický a bonusový plán
První z méně propracovaných návrhů – tzv. automatický plán – odstraňuje problém neloajálního volitele, který volí v rozporu s výsledkem lidového hlasování v daném státě. Třebaže tato situace nastává zřídka a v malé míře, může mít při těsných volebních výsledcích dalekosáhlé důsledky, kdy i jeden či dva volitelé mohou uvrhnout systém do chaosu. Přestože v současnosti existují nástroje, ať už v podobě zákonů některých států či rozmanitých „pobídek“, jak volitele přimět k poslušnosti, lze oprávněně pochybovat nad jejich ústavností, a tedy i praktickou vymahatelností. Tento reformní návrh předpokládá přijetí dodatku k Ústavě, protože vylučuje možnost volitelů využívat nezávislý úsudek, resp. pomíjí institut volitelů a rozděluje hlasy volitelů automaticky způsobem „vítěz bere vše“ kandidátům s nejvyšším počtem odevzdaných hlasů voličů ve státě. Druhý, méně oblíbený návrh počítá s udělením celonárodního bonusu té politické straně, jejíž kandidát na federální úrovni zvítězí ve všelidovém hlasování.

## Přímá volba prezidenta
Mezi nejčastěji předkládaný návrh na reformu systému volitelů patří přímá volba prezidenta a viceprezidenta, jejíž zavedení předpokládá odstranění „zastaralého“ sboru volitelů. Ze všech typů volebních reforem činí přímá volba více než polovinu z celkového počtu legislativních návrhů. Reformy se z větší části shodují na podmínce, dle níž by kandidát ke svému zvolení musel obdržet alespoň 40 % hlasů voličů, již se účastní voleb. Nedosáhne-li žádný z nich dané hranice, nabízejí se různé scénáře, jak nového šéfa exekutivy zvolit. Některé reformy požadují konání druhého kola, do něhož postoupí pouze dva nejúspěšnější kandidáti. Tato možnost je výhodná v tom, že voličům umožní vyjádření druhé preference, jestliže jejich kandidát nepostoupí. Méně často se objevují návrhy, které namísto „rozstřelu“ mezi dvěma nejsilnějšími adepty na prezidentský úřad ponechávají volbu na společné schůzi Kongresu. Existují ovšem i takové reformy, jež se 40% hranicí vůbec nepočítají; k vítězství postačí zisk nejvyššího počtu voličských hlasů.

## Proporční systém
Ačkoliv se jedná o jednu z nejmladších reformních alternativ, proporční volební systém zaujímá druhé místo co do četnosti předložených návrhů na reformu sboru volitelů. Oproti předchozímu plánu předpokládá zachování procedury volitelů, nicméně upozaďuje jejich roli jako individuálních aktérů. V zásadě existují dva základní přístupy, jež se liší v míře proporčnosti. První z nich – striktně proporční metoda – alokuje volitele za daný stát striktně poměrným způsobem, kdy pracuje až s tisícinami hlasu, zatímco druhý přístup – metoda celých čísel – rozděluje volitele proporčně se zaokrouhlením na celá čísla, resp. osoby. Aby dosáhl volebního vítězství, potřebuje kandidát obdržet alespoň 40 %, dle některých návrhů dokonce 50 % volitelů. Nedosáhne-li stanovené procentuální výše, volby se ujme Kongres, který vybere ze dvou nejúspěšnějších kandidátů.

## Systém kongresových distriktů
Kromě všelidové volby a poměrného principu alokace volitelů se jako třetí alternativa nabízí volební procedura, jež se oproti zmíněným způsobům volby reálně uplatňuje ve dvou amerických státech – v Nebrasce a Maine. Tyto dva státy přijaly systém kongresových obvodů, v němž se volitelské hlasy distribuují v poměru k obdrženým hlasům voličů. Za každý obvod získá jednoho volitele ta politická strana, jejíž prezidentský kandidát zde obdržel nejvíce hlasů voličů. Dva volitelé z celkového počtu, který státu přisuzuje Ústava, navíc připadnou kandidátovi s nejvyšším ziskem hlasů na úrovni celého státu. To znamená, že i poražený kandidát může získat volitele. Metoda kongresových distriktů tedy nutně neznevýhodňuje voliče, již nehlasují pro vítězného kandidáta.